# Petronax

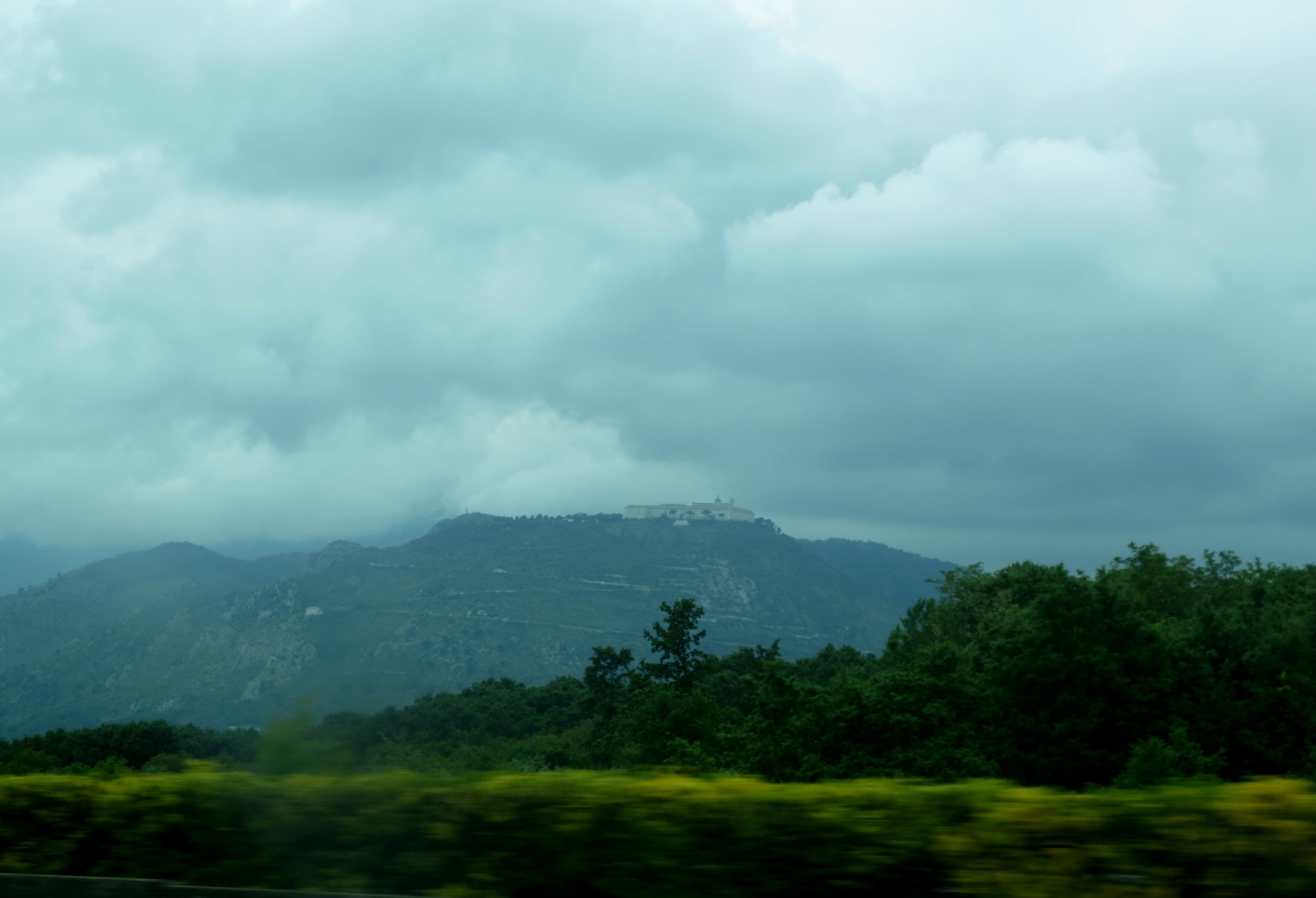
Monte Cassino

Petronax (Brescia, circa 670 – Monte Cassino, 747) was abt van de benedictijnenabdij Montecassino in Italië. Hij was dertig jaar abt, van 717 tot 747.

## Naam
Soms wordt hij genoemd Petronax van Brescia, Petronax van Monte Cassino of de tweede stichter van de abdij.

## Levensloop
Petronax werd geboren in Brescia, in Noord-Italië, in het Longobardische Rijk. Met enkele kluizenaars leefde hij in de ruïne van de abdij van Montecassino, in Latium. De abdij lag al honderd jaar in puin, nadat de Longobarden circa 577 de abdij verwoest hadden, op bevel van de hertog van Benevento. 
Paus Gregorius II gaf Petronax de opdracht de abdij herop te bouwen. De groep monniken stelde Petronax aan als hun abt (717). Zijn 30-jaar lang abbatiaat was gekenmerkt door bouwactiviteiten doch ook door een groeiende gemeenschap van Benedictijnen. De regel van de orde der Benedictijnen werd heringevoerd. Paus Zacharias schonk Petronax de oorspronkelijke versie van de regel van Benedictus van Nursia. Een van zijn leerlingen was de Engelse monnik Willibald. Willibald verbleef in Montecassino van 729 tot 739, alvorens bisschop van Eichstätt te worden. Over Willibald schreven kroniekschrijvers dat hij de kloosterregels herinvoerde en niet zozeer Petronax.
Na het verblijf van Willibald deed hertog Gisulf II van Benevento een schenking (744). Gisulf II schonk grondgebied zodat Montecassino een territoriale abdij werd. Hij noemde het gebied Terra Sancti Benedicti of het Land van de heilige Benedictus van Nursia. De abdij werd de hoofdplaats van de heerlijkheid Monte Cassino, een onafhankelijk gebied tussen het Longobardisch hertogdom van Benevento en de Byzantijnse kustgebieden.
Andere personen die in de abdij verbleven tijdens Petronax’ bestuur waren Carloman, zoon van Karel Martel, Sturmius, stichter van de abdij van Fulda en Anselmo, abt van Nonantola. Paulus Diaconus sloot zich aan, naar het einde van het leven van Petronax, om de geschiedenis van de Longobarden te schrijven. Abt Petronax stierf in de abdij van Montecassino in 747.